# Elezioni presidenziali in Uzbekistan del 2023
Le elezioni presidenziali in Uzbekistan del 2023 si sono tenute il 9 luglio per eleggere il Presidente del paese. Esse hanno visto la vittoria del capo di stato uscente Shavkat Mirziyoyev, con l’87,71% dei voti.
Sebbene tuttavia il Presidente non avrebbe potuto tecnicamente partecipare a causa del raggiungimento del limite costituzionale di mandato, l'approvazione di un precedente referendum ha fatto sì che, tra le varie riforme, i mandati presidenziali fossero azzerati, permettendo a questo di competere.
Si è trattato, vista la scadenza del mandato prevista nel 2026, di elezioni anticipate, indette in seguito alla sopracitata modifica costituzionale.

## Sistema elettorale
Il Presidente dell'Uzbekistan viene eletto utilizzando un sistema maggioritario a doppio turno, con un'elezione di ballottaggio tra i due candidati più alti se nessun candidato riceve la maggioranza assoluta dei voti al primo turno.
L'Ufficio per le istituzioni democratiche e i diritti umani (ODIHR) dell'Organizzazione per la sicurezza e la cooperazione in Europa (OSCE), che ha osservato le elezioni del 2016, ha riferito che le elezioni mancavano di concorrenza reale perché il partito al governo era in una posizione molto più forte e a causa delle limitazioni di alcune libertà, come il diritto dei media di riferire sulla politica in modo oggettivo e veritiero. Altre irregolarità segnalate dall'OSCE includono la pre-compilazione delle schede elettorali e l’improprio voto per delega.

## Risultati
| Shavkat Mirziyoyev  | Indipendente (OʻzLiDeP)                      | 13 625 055 | 87,71 |  |  |  |  |  |
| Robaxon Maxmudova   | Partito Socialdemocratico della Giustizia    | 693 634    | 4,47  |  |  |  |  |  |
| Ulugbek Inoyatov    | Partito Democratico Popolare dell'Uzbekistan | 629 116    | 4,05  |  |  |  |  |  |
| Abdushukur Xamzayev | Partito Ecologista dell'Uzbekistan           | 585 711    | 3,77  |  |  |  |  |  |
| Totale              | Totale                                       | 15 533 516 | 100   |  |  |  |  |  |
|                     |                                              |            |       |  |  |  |  |  |
| Voti non validi     | Voti non validi                              | 117 889    | 0,75  |  |  |  |  |  |
| Votanti             | Votanti                                      | 15 651 405 | 79,88 |  |  |  |  |  |
| Elettori            | Elettori                                     | 19 593 838 |       |  |  |  |  |  |

| Shavkat Mirziyoyev  |  | 87,71% |
| Robaxon Maxmudova   |  | 4,47%  |
| Ulugbek Inoyatov    |  | 4,05%  |
| Abdushukur Xamzayev |  | 3,77%  |